# Station Chorley
Chorley is een spoorwegstation van National Rail in Chorley in Engeland. Het station is eigendom van Network Rail en wordt beheerd door Northern Rail. Het station is geopend in 1841.